# Eparchie brestská
Eparchie Brest je eparchie běloruské pravoslavné církve nacházející se v Bělorusku.

## Území a titul biskupa
Zahrnuje správní hranice území Bjarozaŭského, Brestského, Drahičynského, Žabinkaŭského, Kamjaněckého, Kobrynského, Malaryckého a Pružanského rajónu Brestské oblasti.
Eparchiálnímu biskupovi náleží titul biskup brestský a kobrynský.

## Historie
Eparchie byla zřízena 6. března 1839. Dne 22. ledna 1840 se eparchie stala vikariátem vilniuské eparchie. Vikáři byli jmenováni až do roku 1900, kdy byla z části území vilniuské eparchie zřízena eparchie grodněnská, ta zajímala území Brestu.
Dne 28. března 1941 byla Svatým synodem byla brestská oblast přidělena grodněnské eparchii a ve městě Brest byl zřízen její vikariát.
Po osvobození Běloruska německých vojsk roku 1944, byla zřízena samostatná brestská eparchie. Roku 1948 byla eparchie bez biskupa a stala se součástí grodněnské a roku 1952 minské eparchie.
Dne 31. ledna 1990 byla rozhodnutím Svatého synodu eparchie obnovena.

## Seznam biskupů

### Eparchie brestská
- 1839–1840 Antonij (Zubko)

### Brestský vikariát vilniuské eparchie
- 1840–1848 Michail (Galubovič)
- 1848–1870 Ignacij (Žaljazouský)
- 1870–1875 Jevgenij (Šerešylo)
- 1875–1877 Vladimir (Nikolskij)
- 1877–1879 Januarij (Vozněsenskij)
- 1879–1881 Donat (Babinskij-Sokolov)
- 1881–1885 Avraamij (Letnickij)
- 1885–1891 Anastasij (Opockij)
- 1891–1897 Iosif (Sokolov)
- 1897–1900 Jakym (Levyckyj) svatořečený mučedník

### Brestský vikariát grodněnské eparchid
- 1941–1942 Venedikt (Bobkovskij)
- 1942–1944 Ioann (Lavriněnko)

### Eparchie brestská
- 1944–1945 Paisij (Obrazcov)
- 1945–1945 Onisifor (Ponomarjov)
  - 1946–1946 Vasilij (Ratmirov) dočasný správce
- 1948–1949 Paisij (Obrazcov)
  - 1949–1950 Pitirim (Sviridov) dočasný správce
  - 1950–1951 Sergij (Larin) dočasný správce
  - 1951–1959 Pitirim (Sviridov) dočasný správce
  - 1959–1960 Gurij (Jegorov) dočasný správce
  - 1960–1961 Leontij (Bondar) dočasný správce
  - 1961–1961 Antonij (Krotevyč) dočasný správce
  - 1961–1963 Varlaam (Borisevič) dočasný správce
  - 1963–1963 Nikodim (Rotov) dočasný správce
  - 1963–1965 Sergij (Petrov)
  - 1965–1978 Antonij (Mělnikov) dočasný správce
  - 1978–1990 Filaret (Vachromejev) dočasný správce
- 1990–2000 Kanstancin (Chomič)
  - 2000–2001 Filaret (Vachromejev) dočasný správce
- 2001–2002 Safronij (Juščuk)
- od 2002 Ioann (Choma)